# Księgarnia Luksemburska
Księgarnia Luksemburska (Księgarnia Polska w Paryżu) – księgarnia założona w 1864 roku w Paryżu przez Jeana-Baptiste Vasseura. Współinicjatorem był Władysław Mickiewicz, syn Adama Mickiewicza, który samodzielnie prowadził ją w latach 1867 - 1889. Księgarnia mieściła się początkowo przy ul. de Tournon 16, następnie przy ul. Monsieur-Le-Prince 25. 
Zajmowała się publikacją dzieł polskich i zajmujących się problematyką polską w języku polskim i francuskim. W ciągu stosunkowo krótkiego okresu jej istnienia (1864–1889) pod jej egidą wydanych zostało wiele arcydzieł polskiej literatury pięknej i narodowej, ale także publikacji naukowych (ok. 200 tytułów) i politycznych. Jednym z jej pierwszych przedsięwzięć wydawniczych było założenie Biblioteki Ludowej Polskiej (1866–1871), w ramach której wydano 69 tomików (według numeracji 68, dwa wydano pod tym samym numerem). W 1869 roku posiadała już ok. 4500 tytułów. Została zniszczona w 1871, zamknięta w 1889. 

## Wydane druki
- Korespondencja Adama Mickiewicza, Adam Mickiewicz T.1-2, Paryż, 1870-1872
- Historja Polski w głównych jej zarysach. T.1, Adam Mickiewicz, Paryż, 1871
- Listy o Adamie Mickiewiczu Teofila Lenartowicza, Teofil Lenartowicz, Paryż, 1875
- Współudział Adama Mickiewicza w sprawie Andrzeja Towiańskiego. Listy i przemówienia, Adam Mickiewicz, Andrzej Towiański, T.1-2, Paryż, 1877
- Dzieła Adama Mickiewicza, Adam Mickiewicz, T.1-11, Paryż, 1880-1885